# 21414 Blumenthal
21414 Blumenthal è un asteroide della fascia principale. Scoperto nel 1998, presenta un'orbita caratterizzata da un semiasse maggiore pari a 2,4150744 UA e da un'eccentricità di 0,2495806, inclinata di 11,80613° rispetto all'eclittica.